# Сеше, Альбер
Альбе́р Сеше́ (фр. Albert Sechehaye [se.ʃə.ɛ], также Сешэ, Сешеэ, Сешей; 4 июля 1870, Женева — 2 июля 1946, там же) — швейцарский лингвист, один из крупнейших представителей Женевской школы.

## Биография
Почти всю жизнь прожил в Женеве, окончил Женевский университет. С 1893 по 1902 стажировался в Гёттингенском университете и защитил по-немецки диссертацию об истории французского имперфекта сослагательного наклонения (imparfait du subjonctif), одно из первых исследований истории граммемы в системном контексте. После защиты диссертации преподавал в Женевском университете. С 1939 профессор кафедры общего и индоевропейского языкознания, сменил вышедшего в отставку по возрасту Шарля Балли.

## Судьба наследия
Хотя Альбер Сеше был одним из наиболее оригинальных лингвистов-теоретиков рубежа XIX и XX веков, в историю лингвистики он вошёл «в тени» своего великого учителя — Соссюра, чей основополагающий для структурализма «Курс общей лингвистики» он посмертно издал вместе с Шарлем Балли в 1916. Поздних лекций Соссюра, легших в основу «Курса», Сеше (как и Балли) не слушал (правда, на некоторые занятия ходила его жена), издатели пользовались конспектами студентов. Известно, что основная работа по подготовке текста лежала именно на Сеше (научные интересы Балли были несколько иными). Многих идей, изложенных в «Курсе», в конспектах лекций Соссюра и его черновиках не находится, между тем как Сеше уже несколько лет как пришёл к некоторым идеям, предвосхищающим основные положения структурализма, во многом независимо от Соссюра, и уже опубликовал их. После того, как «Курс» вышел и его идеи приобрели мировую славу под именем Соссюра (не собиравшегося издавать ничего подобного), собственные произведения Сеше оказались незаслуженно забыты. Существует также парадоксальная гипотеза П. Вундерли о «Соссюре как ученике Сеше»; несомненно, она полемически преувеличена, вопрос приоритета здесь довольно сложен (надо учитывать и устный обмен идеями между учёными), однако большое самостоятельное значение Сеше в истории лингвистики и становления структурализма несомненно.

## Вклад в науку
Первая книга  Сеше (и вообще первая публикация, не считая диссертации) «Программа и методы теоретической лингвистики» (фр. Programme et méthodes de la linguistique théorique) вышла в 1908, она посвящена Соссюру. В книге Сеше предлагает детальную, шаг за шагом, от фонетики до семантики (в понимании Бреаля) схему построения нормальной науки о языке — «науки законов», обобщающей и объясняющей наблюдаемые языковые явления; он критикует господствовавшее тогда сравнительно-историческое языкознание в понимании младограмматиков за чисто позитивистское стремление к «науке фактов», накапливающей отдельные наблюдаемые в истории языков феномены. «Наука законов» внеисторична и общезначима, «наука фактов» — исторична. Все уровни науки о языке он разделяет на «статические» и «динамические» (ср. синхронию и диахронию по Соссюру; соответствующие идеи Соссюр огласил уже после выхода книги Сеше). По Сеше, первичны именно «статические» (а по сути вневременны́е, универсальные) факты, динамика имеет лишь подчинённое положение (в отличие от Соссюра, считавшего эти два компонента независимыми).
В книге Сеше излагаются оригинальные идеи об универсальных типологических причинах языковых изменений, о «дограмматическом языке» (в том числе психолингвистика детской речи), предложена развёрнутая концепция синхронной фонологии, перекликающаяся с идеями И. А. Бодуэна де Куртенэ и Н. В. Крушевского и предвосхищающая многие фонологические идеи XX века. Эти направления остались практически не разработанными у Соссюра и других авторов Женевской школы.
Важной чертой всех этапов деятельности Сеше (отличавшей его от других структуралистов) является внимание к психологическому характеру языковых и речевых единиц.
В работах 1920-х-1940-х годов Сеше уже учитывает идеи «Курса» Соссюра, хотя во многом с ним и спорит. В 1926 вышла его вторая книга — «Очерк логической структуры предложения», посвящённая синтаксису, где он рассматривает соотношение логической и синтаксических структур (в то время многими ещё отождествлявшиеся). В своих статьях позднего периода он предложил построение «лингвистики организованной речи», подчёркивая недостаточность соссюровской дихотомии «язык и речь», пытался построить социологические определения фонемы и других единиц языка.